# Mikael Appelgren (Handballspieler)
Mikael Alf Appelgren (* 6. September 1989 in Uddevalla) ist ein schwedischer Handballtorwart, der für den ungarischen Rekordmeister One Veszprém HC und in der schwedischen Nationalmannschaft spielt.

## Karriere

### Im Verein
Mikael Appelgren begann im Alter von 11 Jahren zunächst als Feldspieler bei GF Kroppskultur mit dem Handball. In dieser Zeit erhielt er von einem seiner Jugendtrainer den Spitznamen "Apfel", der ihm diesen vom gleichnamigen Tischtennisspieler Mikael Appelgren vererbte. Zur Saison 2009 wechselte er zum schwedischen Erstligisten IFK Skövde HK. In der Saison 2011/12 wurde er in das All-Star-Team der Elitserien gewählt. Ab dem Sommer 2012 stand er beim deutschen Bundesligisten MT Melsungen unter Vertrag, mit dem er 2013 und 2014 das Final Four des DHB-Pokals erreichte.
Zur Saison 2015/16 wechselte er zu den Rhein-Neckar Löwen, bei denen er einen mehrfach verlängerten Vertrag bis 2026 besaß. Mit einer Fangquote von 35,5 %, der drittbesten aller Stammtorhüter, und 37 %, der zweitbesten aller Stammtorhüter, hatte er entscheidenden Anteil am Gewinn der deutschen Meisterschaften 2016 und 2017. In der Saison 2017/18 musste er mit 36,8 % nur seinem Teamkollegen Andreas Palicka (37,5 %) den Vortritt lassen und gewann mit den Löwen bereits seinen dritten Titel, den DHB-Pokal 2018/19. Außerdem wurde er in dieser Saison in Deutschland zum Torhüter des Jahres gewählt. Nach der Saison 2019/20 musste er sich mehreren Operationen an Schulter, Knie und Finger unterziehen und fiel auch in der Saison 2020/21 komplett aus.
Erst in der zweiten Hälfte der Saison 2021/22 konnte er nach fast zwei Jahren wieder auf die Platte zurückkehren. Er fand relativ schnell zur alten Form zurück und trotz diverser Wechselgerüchte zu anderen Topclubs wurde am 29. November 2022 seine Vertragsverlängerung bis 2026 bei den Löwen bekannt gegeben. Höhepunkt der Saison war der Gewinn des DHB-Pokals 2022/23 im April 2023 mit einem 36:34-Sieg nach Verlängerung und Siebenmeterwerfen gegen den SC Magdeburg. In der folgenden Saison erreichte mit den Löwen den dritten Platz in der EHF European League und erreichte in der Bundesliga mit einer Fangquote von 33,6 % den besten Wert aller regelmäßig eingesetzten Torhüter. Der noch bis 2026 laufende Vertrag mit den Löwen wurde im Juli 2025 vorzeitig aufgelöst, um Appelgren am Ende seiner Karriere noch einmal die Chance zu geben mit One Veszprém HC in der Champions League zu spielen.

### Nationalmannschaft
Mikael Appelgren debütierte im März 2008 in der schwedischen U20-Nationalmannschaft und belegte mit dem Team den vierten Platz bei der U20-Europameisterschaft 2008 in Rumänien. In der folgenden Saison 2008/09 erreichte er mit der schwedischen U21-Nationalmannschaft den fünften Platz bei der Weltmeisterschaft 2009 in Ägypten. Mit 101 Paraden erreichte er den drittbesten Wert in der Torhüterstatistik, hielt 10 von 20 Siebenmetern und hatte von den regelmäßig eingesetzten Torhütern die beste Fangquote mit 42,8 %.
Am 12. Juni 2011 gab er bei einem EM-Qualifikationsspiel gegen Israel sein Debüt in der schwedischen A-Nationalmannschaft. Er nahm an den Olympischen Spielen 2016 in Rio de Janeiro teil. Zwischen 2017 und 2020 war er Teilnehmer bei allen Europa- und Weltmeisterschaften, bei der Europameisterschaft 2018 gewann er mit Schweden die Silbermedaille. Nach seiner langen Verletzungspause belegte er mit Schweden bei der Weltmeisterschaft 2023 den vierten Platz. Bei den Olympischen Spielen 2024 in Paris gehörte zu den drei Reservespielern, wurde aber nicht eingesetzt.

## Erfolge
- Deutscher Meister 2016 und 2017 mit den Rhein-Neckar-Löwen
- DHB-Supercup-Sieger 2016, 2017 und 2018 mit den Rhein-Neckar-Löwen
- DHB-Pokal-Sieger 2018 mit den Rhein-Neckar Löwen
- DHB-Pokal-Sieger 2023 mit den Rhein-Neckar Löwen
- Silbermedaille bei der Europameisterschaft 2018 mit Schweden
- Schwedens Handballer der Saison 2016/17[15]
- Torhüter des Jahres 2017/18 in Deutschland

## Bundesligabilanz
| Saison    | Verein             | Spielklasse | Spiele | Tore | Quote1 |
| --------- | ------------------ | ----------- | ------ | ---- | ------ |
| 2012/13   | MT Melsungen       | Bundesliga  | 34     | 0    |        |
| 2013/14   | MT Melsungen       | Bundesliga  | 34     | 1    |        |
| 2014/15   | MT Melsungen       | Bundesliga  | 36     | 0    | 32,43  |
| 2015/16   | Rhein-Neckar Löwen | Bundesliga  | 32     | 0    | 35,50  |
| 2016/17   | Rhein-Neckar Löwen | Bundesliga  | 34     | 1    | 36,98  |
| 2017/18   | Rhein-Neckar Löwen | Bundesliga  | 34     | 2    | 36,77  |
| 2018/19   | Rhein-Neckar Löwen | Bundesliga  | 33     | 1    | 35,07  |
| 2019/20   | Rhein-Neckar Löwen | Bundesliga  | 26     | 0    | 30,46  |
| 2020/21   | Rhein-Neckar Löwen | Bundesliga  | 1      | 0    | -      |
| 2021/22   | Rhein-Neckar Löwen | Bundesliga  | 13     | 0    | 32,35  |
| 2022/23   | Rhein-Neckar Löwen | Bundesliga  | 29     | 2    | 34,14  |
| 2023/24   | Rhein-Neckar Löwen | Bundesliga  | 30     | 0    | 33,60  |
| 2024/25   | Rhein-Neckar Löwen | Bundesliga  | 33     | 0    | 30,27  |
| 2012–2025 | gesamt             | Bundesliga  | 369    | 7    | 33,76  |

1 Quote gehaltener Bälle in Prozent, Gesamtwert ist der Durchschnitt aller vorliegenden Werte

Quelle: 